# Idiocera (Idiocera) xenopyga
Idiocera (Idiocera) xenopyga is een tweevleugelige uit de familie steltmuggen (Limoniidae). De soort komt voor in het Afrotropisch gebied.